# Rezidență (medicină)

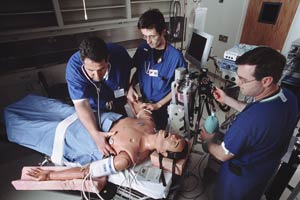
Rezidenți la anestezie îndrumați pentru formare cu un simulator de pacient.

Rezidența sau formare postuniversitară este în mod specific o etapă de absolvent a educației medicale. Se referă la un medic calificat, podiatru, dentist, farmacist sau veterinar (cel care deține gradul de DM, DMP, DCD, DMD,  DMV,  PharmD, DMO, BDS sau  BDent; care practică medicină, de obicei într-un spital sau clinică, sub supravegherea directă sau indirectă a unui clinician medical senior înregistrat în specialitatea respectivă, cum ar fi un medic curant sau consultant. În multe jurisdicții, finalizarea cu succes a unei astfel de formări este o cerință pentru a obține o licență nerestricționată de a practica medicina și, în special, o licență de a practica ospecialitate aleasă. O persoană angajată într-o astfel de formare poate fi denumită rezident sau stagiar, în funcție de jurisdicție. Formarea în rezidențiat poate fi urmată de fellowship sau de formare în sub-specialitate.
În timp ce școala medicală învață medicii o gamă largă de cunoștințe medicale, abilități clinice de bază, și experiența supravegheată pentru practicarea medicinei într-o varietate de domenii, rezidențiatul medical oferă o formare aprofundată într-o ramură specifică a medicinei.